# Bone Machine
Bone Machine es el decimoprimer álbum de estudio del músico estadounidense Tom Waits, publicado en 1992 por Island Records.
El álbum marcó la vuelta al material de estudio para Waits, cinco años después de su último álbum, Franks Wild Years en 1987 y tras la publicación de proyectos paralelos relacionados con obras teatrales. El trabajo de Waits en Bone Machine está marcado por una temática en las letras a menudo relacionada con la muerte o asesinatos, y por un estilo blues-rock desnudo, áspero y con una pesada percusión.
Bone Machine incluye la participación de músicos como David Hidalgo, Les Claypool y Keith Richards y aparece en el puesto 49 de la lista de los mejores álbumes de los 90 elaborada por Pitchfork Media. En 1993 ganó el Premio Grammy al mejor álbum de música alternativa.

## Grabación
Bone Machine fue grabado y producido en el Prairie Sun Recording Studio de Cotati, California, en una habitación del estudio C llamada "la habitación de Waits" y ubicada en el sótano del edificio. 
Mark "Mooka" Rennick, jefe del estudio, comentó: "Waits gravitaba hacia los ecos de la habitación y creó el paisaje sonoro de Bone Machine. Lo que nos gusta de Tom es que es un musicólogo. Y tiene un oído tremendo. Su talento es un tesoro nacional".
Por su parte, Waits comentó sobre el estudio: "Encontré una habitación genial en la que trabajar, con sólo un suelo de cemento y un calentador. Lo hicimos ahí. Tenía buen eco". Referencias al ambiente y al proceso de grabación fueron hechas en los segmentos de entrevista grabados para el disco promocional, Bone Machine: The Operator's Manuel, que incluía tanto las canciones grabadas como una conversación en formato radiofónico. 

## Versiones
Varias de las canciones de Bone Machine fueron usadas en varias bandas sonoras y también fueron versionadas por otros artistas. "Earth Died Screaming" se usó en la película de 1995 Doce monos, mientras que el tema "Jesus Gonna Be Here" se incluyó en el filme de 2005 Domino, en la que aparece Waits. "Goin' Out West" también aparece en la película de 1999 Fight Club y fue versionada por Queens of the Stone Age, Gomez, Widespread Panic, Gov't Mule y el guitarrista australiano Ash Grunwald. 
"I Don't Wanna Grow Up" fue versionada por Ramones en el álbum ¡Adiós Amigos!, por Petra Haden y Bill Frisell, y también por Hayes Carll en su álbum Trouble In Mind, así como por Scarlett Johansson en su álbum debut Anywhere I Lay My Head. La banda danesa Kellermensch versionó "Dirt in the Ground" en su álbum debut.

## Portada
La portada de Bone Machine muestra a una imagen borrosa y en blanco y negro de Waits ataviado con una gorra de cuero con cuernos y unas gafas protectoras, tomada por Jesse Dylan, hijo de Bob Dylan. Waits utilizó la misma vestimenta en los videoclips de "Goin' Out West" y "I Don't Wanna Grow Up".

## Lista de canciones
Todos los temas compuestos por Tom Waits y  Kathleen Brennan  excepto donde se anota.
| N.º | Título                               | Escritor(es)             | Duración |  |
| 1.  | «Earth Died Screaming»               | Waits                    | 3:39     |  |
| 2.  | «Dirt in the Ground»                 |                          | 4:08     |  |
| 3.  | «Such a Scream»                      | Waits                    | 2:07     |  |
| 4.  | «All Stripped Down»                  | Waits                    | 3:04     |  |
| 5.  | «Who Are You»                        |                          | 3:58     |  |
| 6.  | «The Ocean Doesn't Want Me»          | Waits                    | 1:51     |  |
| 7.  | «Jesus Gonna Be Here»                | Waits                    | 3:21     |  |
| 8.  | «A Little Rain»                      |                          | 2:58     |  |
| 9.  | «In the Colosseum»                   |                          | 4:50     |  |
| 10. | «Goin' Out West»                     |                          | 3:19     |  |
| 11. | «Murder in the Red Barn»             |                          | 4:29     |  |
| 12. | «Black Wings»                        |                          | 4:37     |  |
| 13. | «Whistle Down the Wind»              | Waits                    | 4:36     |  |
| 14. | «I Don't Wanna Grow Up»              |                          | 2:31     |  |
| 15. | «Let Me Get Up on It» (Instrumental) | Waits                    | 0:55     |  |
| 16. | «That Feel»                          | Tom Waits/Keith Richards | 3:11     |  |

## Personal
- Tom Waits: voz, chamberlín (1,6,9), percusión (1,3,4,5,6,15), guitarra (1,3,5,12,14,16), piano (2,13), contrabajo (7), conundrum (9), batería (10,11,12,16) y guitarra acústica (14)
- Bryan Mantia: batería (3,9)
- Kathleen Brennan: palos (1)
- Ralph Carney: saxofón alto (2,3), saxofón tenor (2,3) y clarinete (2)
- Les Claypool: bajo eléctrico (1)
- Joe Gore: guitarra (4,10,12)
- David Hidalgo: violín (13) y acordeón (13)
- Joe Marquez: palos (1) y banjo (11)
- David Phillips: pedal steel (8,13) y guitarra steel (16)
- Keith Richards: guitarra (16) y voz (16)
- Larry Taylor: contrabajo (1,2,4,5,8,9,10,11,12,14,16) y guitarra (7)
- Waddy Wachtel: guitarra (16)

## Lista de éxitos
| Lista         | Posición más alta |
| ------------- | ----------------- |
| Suiza         | 21                |
| Billboard 200 | 176               |